# Акванегра сул Кјезе
Акванегра сул Кјезе (итал. Acquanegra sul Chiese) је насеље у Италији у округу Мантова, региону Ломбардија.
Према процени из 2011. у насељу је живело 2327 становника. Насеље се налази на надморској висини од 29 м.

## Становништво
Према резултатима пописа становништва 2011. у општини је живело 2.996 становника.
| 1931. | 1936. | 1951. | 1961. | 1971. | 1981. | 1991. | 2001. | 2011. |
| ----- | ----- | ----- | ----- | ----- | ----- | ----- | ----- | ----- |
| 4.407 | 4.389 | 4.495 | 3.895 | 3.432 | 3.116 | 2.959 | 2.936 | 2.996 |